# Gmina Ražanac
Gmina Ražanac (chorw. Općina Ražanac) – gmina w Chorwacji, w żupanii zadarskiej. W 2011 roku liczyła 2940 mieszkańców.